# Orthochtha dasycnemis
Orthochtha dasycnemis är en insektsart som först beskrevs av Gerstaecker 1869.  Orthochtha dasycnemis ingår i släktet Orthochtha och familjen gräshoppor.

## Underarter
Arten delas in i följande underarter:
- O. d. lindneri
- O. d. dasycnemis
- O. d. bisulcata
- O. d. nana
- O. d. somalica
- O. d. trivittata
- O. d. alca